# Phyllanthus striaticaulis
Phyllanthus striaticaulis är en emblikaväxtart som beskrevs av J.T.Hunter och J.J.Bruhl. Phyllanthus striaticaulis ingår i släktet Phyllanthus och familjen emblikaväxter.
Artens utbredningsområde är Sydaustralien. Inga underarter finns listade i Catalogue of Life.